# Sufragio efectivo, no reelección
Sufragio efectivo, no reelección (Nederlands: Effectief stemrecht, geen herverkiezing) was de leus van meerdere generaties antireelectionisten, politici die zich verzetten tegen herverkiezing in de geschiedenis van Mexico.
De leus werd voor het eerst gebruikt door Porfirio Díaz. Deze verzette zich in 1871 tegen de herverkiezing van Benito Juárez als president; in zijn ogen was herverkiezings iets dictatoriaals dat niet thuishoorde in een liberale democratie. Díaz' opstand tegen Juárez mislukte echter. Juárez overleed een jaar later en werd opgevolgd door Sebastián Lerdo, die na het eind van zijn termijn in 1876 eveneens werd herkozen. Opnieuw leidde Porfirio Díaz een opstand, die deze keer wel succes had.
Na Díaz eerste termijn stelde hij zich niet herverkiesbaar, en werd opgevolgd door Manuel González. Na het eind van González termijn werd Díaz echter weer opnieuw president, en vanaf dat moment werd hij elke vier jaar tot president herkozen. Tegenstanders merkten dan ook op dat hij zijn leus had veranderd in sufragio efectivo no, reelección (Geen effectief stemrecht, herverkiezing). De liberale revolutionair Francisco I. Madero voerde deze leus in diens opstand tegen Díaz in 1910 bij het uitbreken van de Mexicaanse Revolutie, waarbij Díaz verdreven werd.
In de Mexicaanse grondwet van 1917 werd het verbod op herverkiezing vastgelegd; op burgemeesters na mag geen enkele politieke functionaris direct na zijn termijn herkozen worden. Sufragio efectivo, no reelección geldt als onofficiële wapenspreuk van Mexico, en is gedrukt op de meeste overheidsdocumentatie. In 1928 werd van het antiherverkiezingsprincipe afgeweken toen Álvaro Obregón tot president werd gekozen, hoewel hij dat van 1920 tot 1924 ook al was geweest. Obregón werd echter vermoord voor hij kon aantreden. Obregón maakte gebruik van een omstreden interpretatie door te stellen dat de grondwet allen directe herverkiezing verbiedt, en dat het wel is toegestaan herkozen te worden als er een of meerdere termijnen tussen zitten.